# Cesare Borgia
Cesare Borgia [čézare bòrdža] (špansko César de Borja), znan kot »il Valentino«, italijanski rimskokatoliški duhovnik, škof, nadškof, kardinal in vojskovodja, * 13. september 1475, Subiaco, † 12. marec 1507, Viana.

## Življenjepis
Bil je sin kardinala Rodriga Borgie, poznejšega papeža Aleksandra VI.; oče mu je v skladu s tradicijo namenil duhovniško službo.
5. aprila 1483, pri osmih letih, je prejel duhovniško posvečenje. 12. septembra 1491 je postal škof Pamplone.
Naslednje leto, 31. avgusta 1492, pa je postal nadškof Valencije. 20. septembra 1493 je bil povzdignjen v kardinala.
Toda na dolgotrajno prepričevanje očeta, da ga duhovništvo ne veseli, mu je le-ta dovolil, da zapusti kler. Tako je 17. avgusta 1498 vrnil vse svoje verske nazive in postal poveljnik Papeške vojske.